# 루이스 워스
루이스 워스(Louis Wirth, 1897년 8월 28일 ~ 1952년 5월 3일)는 미국의 사회학자이다. 유태인으로서 독일에서 태어났다. 연구분야는 사회학방법론·이데올로기론·인간생태학·도시사회·소수민족문제 등 다방면에 미치고, 각 분야에서 많은 업적을 남겼다.